# Barbara Blatter
Barbara Blatter (* 22. Dezember 1970 in Wattwil) ist eine ehemalige Schweizer Mountainbikerin und zweifache Olympiateilnehmerin (2000, 2004).

## Werdegang
Barbara Blatter war eine der erfolgreichsten Mountainbikerinnen ihrer Generation. 
Einer der grössten Erfolg der gelernten Kindergärtnerin war der Gewinn des Mountainbike-Weltcups im Jahr 2000, den sie 2001 wiederholen konnte.
Im Jahr 2000 führte sie die UCI-Weltrangliste an und gewann in Sydney an den Olympischen Spielen die Silbermedaille.
Sie gewann in ihrer Karriere sechs Weltcup-Rennen sowie im Cross Country vier Schweizer Meistertitel in Folge (1999, 2000, 2001, 2002).
In der Cross-Country-Staffel Mixed wurde sie dreimal Vize-Weltmeisterin, nämlich in den Jahren 2000, 2003 und erneut 2004 (mit Florian Vogel, Nino Schurter und Ralph Näf).
Bei den Olympischen Sommerspielen 2004 in Athen musste sie nach der zweiten von fünf zu absolvierenden Runden nach einem Hitzestau aufgeben.
Barbara Blatter erklärte als damals 34-Jährige im Januar 2005 mit sofortiger Wirkung ihren Rücktritt vom Profisport. Sie äusserte Kritik daran, wie an der Weltspitze mit dem Thema Doping umgegangen werde – auch in Hinblick auf ihren ehemaligen Teamkollegen Filip Meirhaeghe.